# ورد أحادي الزهرة
ورد أحادي الزهرة (الاسم العلمي:Rosa uniflora) هو نوع من النباتات يتبع جنس الورد من الفصيلة الوردية.